# Edmond Moreau
Edmond Moreau (Lebensdaten unbekannt) war ein kanadischer Pianist der Folk-Musik.
Über die Lebensumstände Moreaus ist sehr wenig bekannt. Beim Label Starr spielte er als Mitglied verschiedener Gruppen, so der Trois Copains (mit Henri Wattier und Arthur Pigeon), der Trois Citoyens (mit A. Denault und G. Proulx), der Trois Gaspésiens (mit M. Gonzague und Ernest Lussier), der Rigolos (mit C. Deblois, Henri Taillon, Annette Richer und Carmen Richer) und des Trio connu (mit R. Duplessis und R. Frereault) zwischen 1935 und 1940 mehr als 50 Titel ein. Mit seinem Sohn und dem Akkordeonisten Arthur Pigeon trat er Anfang der 1940er Jahre als Trio Pigeon auf.

## Quelle
- Library and Archives Canada – The Virtual Gramophone – Edmond Moreau

| Personendaten    | Personendaten                        |
| ---------------- | ------------------------------------ |
| NAME             | Moreau, Edmond                       |
| KURZBESCHREIBUNG | kanadischer Pianist                  |
| GEBURTSDATUM     | 19. Jahrhundert oder 20. Jahrhundert |
| STERBEDATUM      | 20. Jahrhundert                      |